# Prosopocera legrandi
Prosopocera legrandi är en skalbaggsart som beskrevs av Teocchi och Henri L. Sudre 2002. Prosopocera legrandi ingår i släktet Prosopocera och familjen långhorningar.
Artens utbredningsområde är Kenya. Inga underarter finns listade i Catalogue of Life.